# Konrad Henrich

Konrad Henrich

Konrad (Wilhelm) Henrich (* 19. Mai 1864 in Langgöns; † 30. Oktober 1928 in Darmstadt) war ein liberaler hessischer Politiker (Fortschrittliche Volkspartei, DDP), Landtagsabgeordneter und hessischer Finanzminister.

## Leben
Konrad Henrich wurde als Sohn des Landwirts Anton Henrich und seiner Frau Christine Henrich geb. Rompf im oberhessischen Lang-Göns geboren. Er studierte nach dem Schulabschluss Rechtswissenschaften und legte 1884 die erste Staatsprüfung und 1887 die Prüfung für das Finanzfach ab. Er arbeitete in der Steuerverwaltung in Schotten, beim Hauptfinanzamt in Offenbach am Main und ab 1891 im hessischen Finanzministerium in Darmstadt. Von 1898 bis 1917 war er Staatsschuldbuchführer.
Henrich war seit dem August 1888 mit Amalia Friederike geb. Wagner verheiratet. Aus der Ehe ging u. a. der Sohn Wilhelm Henrich (1889–1955) hervor. Henrich wurde 1928 pensioniert. Wenige Wochen danach starb er in Darmstadt.

## Politik
Konrad Henrich war Mitglied der Fortschrittlichen Volkspartei. 1908 bis 1917 war er Mitglied der Stadtverordnetenversammlung in Darmstadt. 1917 wurde er dort als hauptamtlicher Beigeordneter gewählt. Im Jahr 1911 wurde er in die zweite Kammer der Landstände des Großherzogtums Hessen gewählt. Nach dem Ersten Weltkrieg wurde er in den ersten 3 Wahlperioden (1919–1927) für die Deutsche Demokratische Partei in der Landtag des Volksstaates Hessen gewählt. Am 14. September 1925 schied er aus dem Landtag aus. Georg Büchner rückte für ihn in den Landtag nach.
Im Rahmen der Novemberrevolution wurde im Großherzogtum die Republik ausgerufen. Am 14. November wurde die Übergangsregierung aus Carl Ulrich, Heinrich Fulda (SPD), Konrad Henrich (Fortschrittspartei) und Otto von Brentano di Tremezzo (Zentrum) gebildet. Von 28. Februar 1919 bis 13. Februar 1928 war Konrad Henrich Finanzminister im Volksstaat Hessen. Für die DDP war Konrad Henrich 1919 bis 1920 Mitglied der Weimarer Nationalversammlung.

## Ehrungen
- 1919: Konrad Henrich wurde von der Universität Gießen mit der Ehrendoktorwürde ausgezeichnet.
- in Langgöns ist eine Straße nach ihm benannt.